# Chloroclysta viridulata
Chloroclysta viridulata är en fjärilsart som beskrevs av Zetterstedt 1839. Chloroclysta viridulata ingår i släktet Chloroclysta och familjen mätare. Inga underarter finns listade i Catalogue of Life.